# 痴人乐队
痴人乐队，是一北京摇滚乐团。2006年正式成立，曾获得YAMAHA亚洲节拍全国冠军、曾参与角逐央视星光大道年度总冠军及华语金曲奖最佳乐队组合提名。

## 乐队简介
痴人乐队与其它众多摇滚乐团的不同之处在于，他们都是受过正统音乐教育的。他们生长于北京胡同，有质朴的音乐态度。

## 乐队成员介绍
- 吴泽琦
- 张逸松
- 王焱
- 高飞
- 王译
- 房博宇
- 赵鹏
- 孟奇

## 外部連結
- 痴人乐队在人大举行《痴人说梦》专场音乐会 （页面存档备份，存于）
- 郭德纲《我是大侦探》热播 痴人乐队受关注